# Nan Joyce
Nan Joyce (ur. 1940 w Clogheen, zm. 7 sierpnia 2018 w Belfaście) – irlandzka aktywistka na rzecz praw Irish Travellers.

## Życiorys
Urodziła się jako Nan O’Donoghue w 1940 w Clogheen w hrabstwie Tipperary jako członek grupy etnicznej Irish Travellers. Gdy miała 12 lat, jej ojciec zmarł w celi policyjnej. Matka została wysłana do więzienia za kradzieże popełnione celem pomocy własnej rodzinie. Tym samym przejęła rolę matki i przemierzając kraj, opiekowała się swoim rodzeństwem. Kilka lat później wyszła za mąż za Johna Joyce’a.
Pierwszy raz zwróciła na siebie uwagę opinii społecznej w 1980, gdy jej rodzina była zmuszona przy pomocy buldożerów do opuszczenia miejsca pobytu w Clondalkin. Wraz z rodziną przeniosła się do Tallaght, gdzie lokalni mieszkańcy dali wszystkim rodzinom Irish Travellers ultimatum 48 godzin na opuszczenie terenu, ci jednak odmówili przy wsparciu części społeczeństwa. Sprawę nagłośnił dziennikarz radiowy Gay Byrne, dzięki któremu Nan Joyce miała okazję publicznie mówić o niesprawiedliwości, jaka ich dotknęła.
W 1982 roku Joyce została wybrana na kandydata w wyborach parlamentarnych do niższej izby irlandzkiego parlamentu. Stała się tym samym pierwszą osobą swej grupy etnicznej ubiegającą się o miejsce w Dáil Éireann, do którego jednak się nie dostała.
Z czasem przeniosła się do Belfastu, gdzie stworzyła grupę do walki o prawa Podróżników Irlandzkich, gdzie z powodzeniem lobbowała o dostęp dla swojej grupy do zapasów wody pitnej, toalet, przedszkoli i poradni dla dzieci.
W 1985 wydała autobiografię zatytułowaną Traveller: an autobiography.